# 赞先生与找钱华
《赞先生与找钱华》1978年12月28日在英属香港上映的动作片，片中主要表演的功夫是咏春拳。

## 剧情
咏春拳是五枚祖师见到蛇鹤相争创作的一套拳法。有“寻桥”、“标指”等基础拳套，拳由心发，力從地起，力发六合，由筋、膝、腰、膀、肘、腕配合完成，最弱的一环就是拳头。掌法最灵，手型似蛇和鹤，招式似鸡，发力像猫，当对方用脚攻击，上三路用手挡，下三路用脚消。
肥春（洪金宝饰）一直在佛山卖烧肉粽，他是梁赞（梁家仁飾）的徒弟，学习咏春拳，但是很快被骗，粽子都被骗光了。他去找好友钱庄收纳员陈华（卡萨伐饰）请教自己应该从事什么职业，陈华叫他去幹农活，从此，肥春开始挑大粪赚钱。一日，陈华發现自己的老板莫老康（冯克安饰）是江洋大盗，并且阴谋图害镇长，陈华打算找镇长告知情况，正好镇长不在，他把事情告诉了师爷（石天饰），而师爷早已经和莫老板结为一体，勾结为奸。一伙人围着陈华殴打，把陈华打成重伤。陈华负伤而逃来到肥春家，被肥春救得，幸亏梁赞医术精湛，才救得他。陈华是个孝子，他的母亲被莫老板一伙人在夜晚杀掉了。陈华叫肥春把莫老板想要杀他的消息转告给镇长（崔戊雄饰），镇长不相信，随后被莫老板的人马杀害。师爷随后选举新镇长，把莫记钱庄的莫老板选为新镇长。陈华的病养好之后，打算去看望母亲，肥春告诉他永远见不到自己的母亲了，因为她被人暗杀了。陈华发誓报仇，肥春告诉他要报仇得找他师傅梁赞帮忙。莫老板的人马随后开始追杀陈华，向梁赞要人，但是他们被梁赞打败了。陈华要拜师梁赞，梁赞不愿意收他，于是陈华拜师肥春。梁赞没看出这是一个计谋，看到肥春还打不过徒弟陈华，不得已收了陈华做徒弟。经过数月的修炼，陈华练成了咏春拳。
不久之后，莫老板邀请梁赞到茶馆喝茶，暗中埋伏伏兵，把梁赞杀害，肥春装死逃过一劫。随后肥春、金凤、陈华三人一起头戴孝布，为师傅报仇。

## 演员
| 演员   | 角色   | 备注                                           | 粵語配音    |
| 洪金宝 | 肥春   | 佛山商人，梁赞的徒弟。                         | 林保全      |
| 梁家仁 | 梁赞   | 佛山赞先生。                                   | 藍天        |
| 卡萨伐 | 找钱华 | 佛山陈华，又名找钱华。                         | 李學斌      |
| 冯克安 | 莫老板 | 佛山莫记钱庄的老板，为人奸诈，杀害镇长和梁赞。 | 金貴/源家祥 |
| 杨成五 | 雷公泰 |                                                | 盧雄        |
| 林正英 | 杀手   | 莫记钱庄莫老板的帮手。                         | 龍天生      |
| 石天   | 师爷   | 镇长的秘书。                                   | 李忠強      |
| 刘家荣 |        | 鎮長的保鏣                                     |             |
| 李海生 | 旗下超 | 莫记钱庄莫老板的帮手。                         |             |
| 杨威   | 夏威虎 |                                                |             |
| 张敏婷 | 金凤   | 梁赞的侄女，她叫梁赞为三叔。                   | 車森梅      |
| 钟发   |        | 乞丐                                           |             |
| 崔戊雄 | 镇长   | 佛山的镇长。                                   | 源家祥      |